# Eduardo Naya Marques
Eduardo Escudeiro da Naya Marques, kurz Eduardo Naya Marques (* 1935 in Lourenço Marques, Portugiesisch-Ostafrika) ist ein portugiesischer Architekt.

## Leben
Eduardo Naya Marques wurde 1935 in Lourenço Marques, der Hauptstadt der ehemaligen portugiesischen Kolonie Mosambik, geboren. Nach seiner Sekundarschulausbildung zog Marques nach Porto, um dort 1955 das Studium der Architektur an der Escola Superior de Belas-Artes zu beginnen. Marques wechselte später auf das Lissabonner Pendant, dort schloss er 1960 sein Studium ab. Ebenfalls 1960 absolvierte er ein Praktikum im Büro von Cassiano Branco. Auf seinen Wunsch hin konnte Marques seinen Wehrdienst in Mosambik ableisten. Dort war er für zwei Jahre am Luftwaffenstützpunkt in Beira stationiert, wo er unter anderem Neubauten für die Stützpunkte in Beira und Nacala entwarf.
Ab 1964 begann Marques seinen Beruf als Architekt auszuüben, ab 1966 wechselte Marques in das Büro Gabinete de Arquitectura e Urbanismo (GAU), ein von den Architekten Ramalhete und Sampaio 1960 gegründetes Architekturbüro. 1968 starb Sampaio, daraufhin stieg Marques als Gesellschafter ein und das Büro erhielt den neuen Namen Gabinete de Arquitectura, Urbanismo e Decoração (GAUD).
Zwischen 1964 und 1974 dozierte Marques Darstellende Geometrie und Ingenieurwissenschaften am Instituto Industrial da Beira. In gleicher Zeit war Marques als beratender Architekt der Stadt Vila Pery, dem heutigen Chimoio, angestellt.
Nach der Unabhängigkeit Mosambiks ging Marques nach Durban in Südafrika, wo er beim Unternehmen Franklin, Garland and Gibson als Projektleiter tätig war. 1978 zog er weiter nach Portugal, wo er bis 1986 beim Unternehmen Fomento-Sociedade de Empreendimentos angestellt war. Gleichfalls betrieb Marques zwischen 1978 und 1986 ein Architekturbüro mit João José Malto.

## Werke
- 1965: Clube Ferroviário de Gondola, Gondola; zusammen mit Julião Azevedo[1]
- 1966: Cinema Moçambique, Nampula; zusammen mit José Bernardino Ramalhete und José Pacheco[1]
- 1966: Wohngebäude in Ponta Gêa, Beira[1]
- 1969: Biblioteca Municipal de Quelimane, Quelimane; zusammen mit José Bernardino Ramalhete und José Pacheco[1]
- 1969: Eigenes Wohnhaus von Marques[1]
- 1972: Casa António Valdoeiros, Beira; zusammen mit José Bernardino Ramalhete[1][2]
- 1973: Lions Club, Beira[1]